# Agnieszka Wielgosz

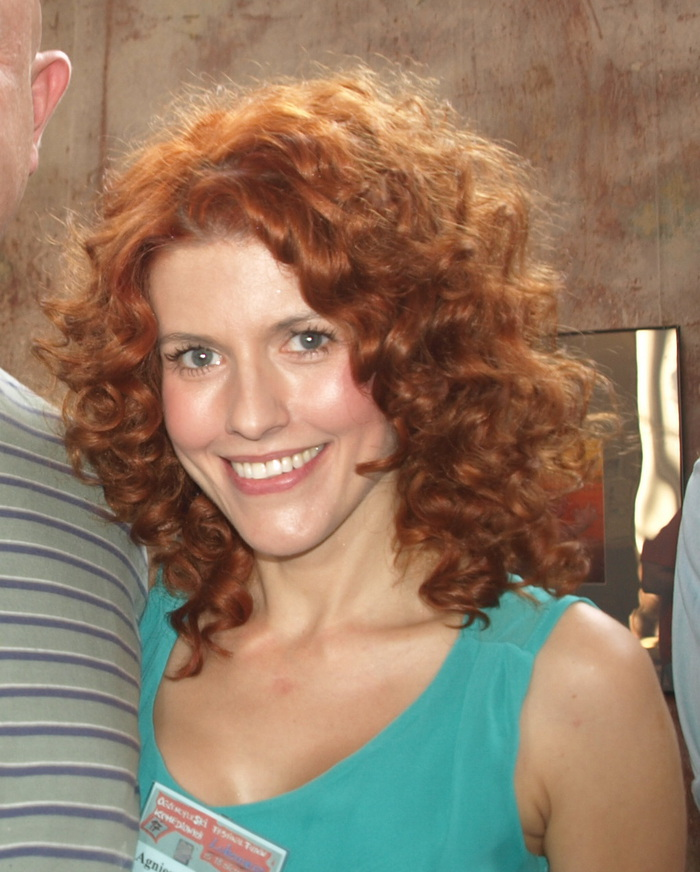
Agnieszka Wielgosz (2013)

Agnieszka Wielgosz (* 19. September 1972 in Krakau) ist eine polnische Schauspielerin.

## Leben
Sie schloss 1996 ihre Ausbildung an der Akademia Sztuk Teatralnych im. Stanisława Wyspiańskiego w Krakowie, einer Filmhochschule in Krakau, ab. Danach arbeitete sie als Schauspielerin am Bagatela-Theater in Krakau.
Zwischen 2012 und 2016 war sie mit Tomasz Malinowski verheiratet, mit dem sie eine Tochter hat. Zusätzlich hat sie einen Sohn aus einer früheren Beziehung.

## Filmografie (Auswahl)
- 1994: Spis cudzołożnic
- 2003: Na Wspólnej
- 2003: M jak miłość
- 2003–2004: Na dobre i na złe
- 2004: Camera Café
- 2005–2008: Plebania
- 2005: Pensjonat pod Różą
- 2005: Czego się boją faceci, czyli seks w mniejszym mieście
- 2005: Codzienna 2 m. 3
- 2005: Biuro kryminalne
- 2006: U fryzjera
- 2006: Mrok
- 2006: Pogoda na piątek
- 2006: Pierwsza miłość
- 2007–2010: Złotopolscy
- 2007: Magda M.
- 2007: Hela w opałach
- 2007: Egzamin z życia
- 2008: Mała wielka miłość
- 2008: Glina
- 2009: Hel
- 2010, 2013: Ojciec Mateusz
- 2010–2011: Licencja na wychowanie
- seit 2010: Pierwsza miłość
- 2013: Śliwowica
- 2016: Ojciec Mateusz
- 2018: Druga szansa
- 2021: The End